# 艾托罗人
艾托羅（Etoro）或艾多婁（Edolo）人，是巴布亞紐幾內亞的一個部落和民族，2007年時美國國家地理學會估計該族群仍有不到1,668位艾托羅語使用者。其傳統生活領域位於新幾內亞島中央山脈南側的西薩山南麓，鄰近該島的大巴布亞高原，至1960年代時仍以狩獵和粗耕維持部落生計。

## 傳統文化

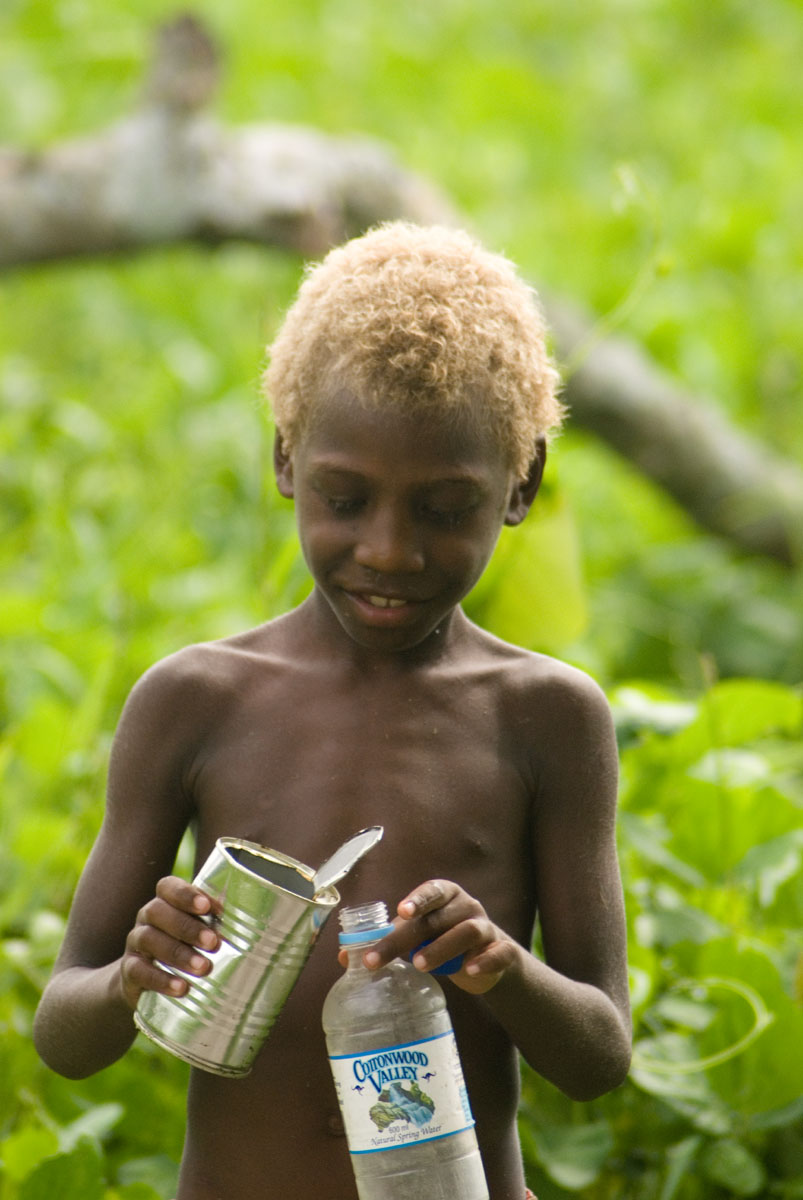
艾托羅人是美拉尼西亞人的一支。圖為萬那杜的美拉尼西亞男孩。

對於該部落的傳統文化風俗，外人所知不多。美國文化人類學家雷蒙·凱斯·凱利於1960年代晚期從事的民族誌研究，是後人瞭解該部落傳統風俗的第一手資料。
根據凱利的研究，1960年代時的艾托羅族的成年男性仍相信：男童若要長大成人，必須吸收足夠的生命力作為養分，讓他們長大後能繼續提供下一代男童所需的生命力，如此生生不息。最初，生命力透過精液賦予胎兒生命，祖靈才將胎兒放進女性的子宮。等胎兒出生後，艾托羅男性也以精液繼續餵養男童，將生命力傳遞給下一代，自己則步向老年然後死亡。因此，「射精」對艾托羅男性來說，是延續族群繁衍的必要犧牲。異性性行為對艾托羅人來說，只是為了繁衍後代所需，而不受到鼓勵。艾托羅人每年僅有約100天可進行異性性行為，其餘時間的異性交媾都是嚴格的禁忌。凱利指出，從艾托羅人的孩童出生率有明顯季節差異來看，這個風俗顯然受到整個族群的認可和維繫。
雖然異性交媾受到排斥，同性性行為卻受到鼓勵。艾托羅人認為，男童沒有能力自行製造精液與生命力，必須透過成年男性餵養精液，才能獲取身體成長必須的生命力。艾托羅男童必須以口交方式吞下成年男性的精液，直到成年（20歲）為止。因此，成年男性與男童之間的口交，可能是艾托羅社會中唯一可在日常生活裡進行的性行為；其發生地點可在家屋或園圃中，不像異性性行為只能在部落外的森林裡進行。每隔三年，艾托羅部落會舉行成年禮，即將成年的男孩們會前往一個隱蔽的山中小屋，在小屋裡吞下年長男性的精液。不過，艾托羅社會不鼓勵同年齡男性之間的性行為，這被認為有損他們的生命力，從事此舉的艾托羅男性或男童會被當成巫師而被排斥。除此之外，由於該族群的文化規範，凱利無法接近艾托羅女性或女童，世人因此無法瞭解該族群女性的生命觀與性生活。
艾托羅人特殊的生命觀與性文化並非舉世獨有，而是新幾內亞島該地區約50個傳統部落共有的儀式化同性性行為（ritualized homosexuality）。如今，艾托羅人的文化傳統可能已隨著基督教傳教活動而消失；但透過凱利的研究，世人因此能透過艾托羅人的世界，瞭解文化能以何種方式中介一個族群的社會關係，並形塑人們集體的性觀念與實踐。